# زیبای جنوبی

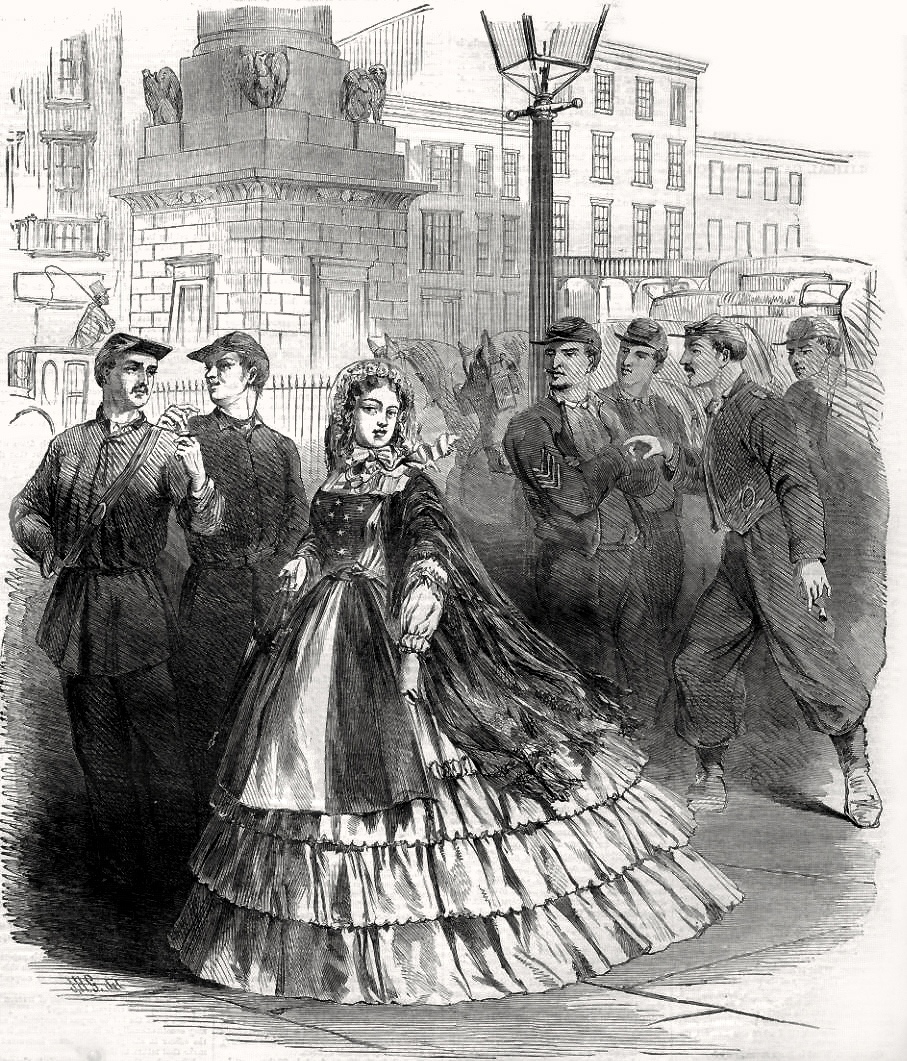
تصویر جلد هفته‌نامه هارپرز ویکلی، ۷ سپتامبر ۱۸۶۱ که نشانگر زیبای جنوبی است

زیبای جنوبی (به انگلیسی: Southern belle) (مشتق شده از کلمه فرانسوی belle, 'beautiful') یک زن جوان مناسب از طبقه اجتماعی برتر اقتصادی ایالت‌های جنوبی آمریکا است.

## اصل و نسب
تصویری از کرست بانوی زیبای جنوبی در دوران آنتبلوم نقاشی شده‌است. نشانگر یک بانوی جوان و مجرد از طبقه بالای اجتماعی در مزارع جنوب آمریکا بود.

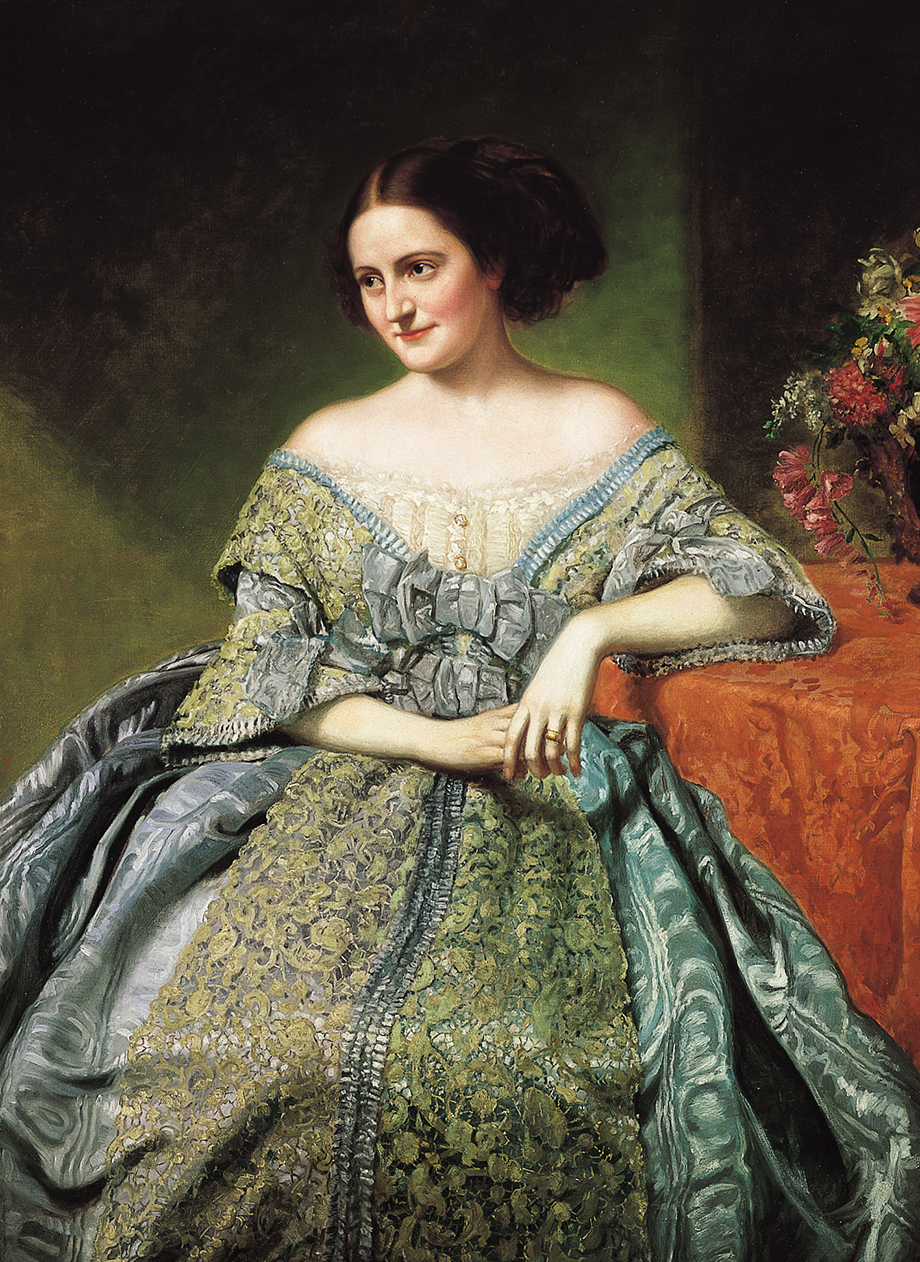
سالی وارد، یک زیبای جنوبی

## مشخصات
تصویر یک بانوی زیبای جنوبی اغلب با عناصر مد مانند یک دامن حلقه، کرست، شلوار جیب، کلاه حصیری پهن و دستکش مشخص می‌شد. از آنجا که علائم برنزه شدن در این دوره نشانه طبقه کارگر بود و مد روز محسوب نمی‌شد، چترپارچه‌ای و بادبزن نیز غالباً بکار گرفته می‌شدند.
از بانوان جنوبی انتظار می‌رفت که با مردان جوان محترمی ازدواج کنند و عضو جامعه‌ای از زنان باشند، که خود را وقف خانواده و جامعه مخصوص خود می‌کنند. بانوی جنوبی الگوی مهمان نوازی جنوبی، ترکیب زیبایی و رفتار دوست داشتنی و در عین حال پاکدامنی است.
به عنوان مثال، سالی ورد، که در اشرافیت جنوبی کنتاکی در آنته بلوم جنوبی متولد شده بود، یک زیبای جنوبی نامیده می‌شد.

## نقد
محققان زیبای جنوبی به عنوان بخشی از ایده‌آل‌سازی و بی‌ارزش‌سازی کلی دوره آنته بلوم آمریکای جنوبی در فرهنگ عامه را به باد انتقاد گرفته‌اند. برده‌داری در مزارع آمریکای جنوبی به شدت در ثروتی که این طبقه از جامعه را ایجاد کرده بود نقش داشته‌است و این باعث می‌شود در ورای این تصویر زیبا چهره برده‌های زجر کشیده ذهن را به چالش بکشد.

## در فرهنگ عامه

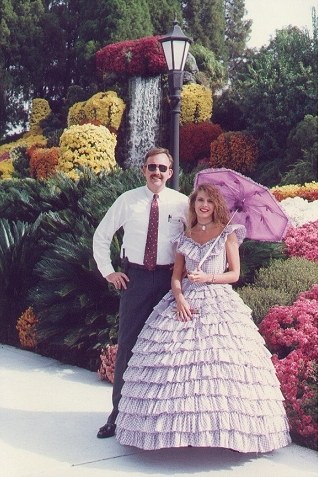
مهمانداران در باغ معروف سرو خود را با ظاهر بانوی جنوبی در تبلیغات

- در اوایل قرن بیستم ، انتشار رمان بربادرفته و اقتباس فیلم ۱۹۳۹ آن باعث محبوبیت تصویر زیبای جنوبی، به ویژه در شخصیت‌های اسکارلت اوهارا و ملانی ویلکز شد.
- زیباهای جنوبی همچنین در فیلم‌های تولد یک ملت، اتوبوسی به نام هوس، باغ‌وحش شیشه‌ای، جزبل، روباه‌های کوچک، گوجه‌فرنگی‌های سبز سرخ‌شده، ماگنولیاهای فولادی و خانه شیرینم آلاباما نمایش داده شده‌است.
- دیک پاپ، مروج گردشگری فلوریدا، نقش مهمی در محبوبیت این تصویر برجسته ایفا کرد.[۷] مهمانداران در باغ معروف سرو خود را با ظاهر بانوی جنوبی در تبلیغات برای شهر بازی به تصویر کشیده بودند.[۸]
- بلانش دیوروکس یک دختر خوشگل جنوبی است که در یک موزه هنری در سریال "دختران طلایی" کار می‌کند .
- پگی هیل (Belgie Hill) خودساخته جنوبی در سریال انیمیشنی پادشاه تپه در تگزاس زندگی می‌کند.
- عضو مردان ایکس (کمیک) (با نام مستعار آنا ماری) این تیم توصیفی از زیبای جنوبی است و از استان خیالی کالدکوت، میسیسیپی آمده‌است.
- در مگس کلمات کلیدی، پنی پلاسم یک رواح است که در کلیشه جنوبی زیبا لباس می‌پوشد.
- سیندی خرس یک خرس زیبای جنوبی است که از سری انیمیشن‌های هانا-باربرا ماجراهای یوگی خرسه ساخته شده‌است.